# Atka Island
Atka Island ist die größte Insel der Andreanof Islands, einer Inselgruppe im Südwesten der Aleuten. Sie liegt im Beringmeer, etwa 80 km östlich von Adak Island entfernt.
Die zum US-Bundesstaat Alaska zählende Insel hat eine Landfläche von rund 1048 km², ist 105 km lang und zwischen 3 und 32 km breit. Im Nordosten von Atka befindet sich mit dem Vulkan Mount Korovin (1533 m) der höchste Punkt der Insel. Aufzeichnungen belegen explosive Ausbrüche in den Jahren 1812 und 1987. Die Eruptionen fanden bei den Vulkankegeln Sarichev und Kliuchev statt. Die Insel Atka wird von einer großen Caldera beherrscht, welche vor 500.000 bis 300.000 Jahren bei einer mächtigen Eruption entstand. An den Bergflanken des Kliuchev und einem nahegelegenen vergletscherten Tal befinden sich einige Fumarolen und heiße Quellen.
Im Zweiten Weltkrieg unterhielt hier die United States Army Air Forces einen Militärflugplatz. Heute existiert auf der Insel ein ziviler Flugplatz. Der Absturzort eines Consolidated B-24-Bombers wurde 2008 als Teil des World War II Valor in the Pacific National Monument als Gedenkstätte des Bundes ausgewiesen. Auf Atka leben heute, meist im gleichnamigen an der Ostküste gelegenen Hauptort Atka, nur noch 53 Menschen (Stand: 2020).